# Валя-Бабій
Валя-Бабій (рум. Valea Babii) — село у повіті Хунедоара в Румунії. Входить до складу комуни Лунка-Черній-де-Жос.
Село розташоване на відстані 306 км на північний захід від Бухареста, 38 км на південний захід від Деви, 105 км на схід від Тімішоари.

## Населення
За даними перепису населення 2002 року у селі проживали 30 осіб, усі — румуни. Усі жителі села рідною мовою назвали румунську.